# Lamec (descendiente de Set)
Lamec (hebreo: לֶמֶךְ Lemeḵ o bien: לָמֶךְ Lāmeḵ; griego: Λάμεχ Lámekh) fue, según la Biblia, uno de los patriarcas antediluvianos descendientes de Adán, por medio de Set. Se lo menciona en el Génesis y en el Primer Libro de las Crónicas como hijo de  Matusael e Noé; por lo cual es antepasado de los sobrevivientes del diluvio. 
El evangelio de Lucas lo incluye en la genealogía de Jesucristo. También aparece en el libro de Enoc, el cual no forma parte del canon bíblico mayoritario, y en otros textos apócrifos.

## En la Biblia
La única información sobre Lamec, aparece en las genealogías de los Patriarcas antediluvianos, como una glosa al nacimiento de su hijo Noé, donde se lee que Lamec: 

... le puso por nombre Noé, pues pensó: Este nos servirá de consuelo en nuestro trabajo y del cansancio de nuestras manos, debido a la tierra que maldijo el Señor.
Génesis 5: 29.

## Cronología
Según se deduce del texto bíblico, Adán murió cincuenta y seis años después del nacimiento de Lamec, quien tenía 182 años (188 según la Septuaginta) cuando nació Noé y vivió otros 595 años; su muerte, a los 777 años de edad, tuvo lugar un lustro antes del Diluvio.

## En los apócrifos
Según el Libro de los Jubileos, su esposa fue su prima hermana, Bet Enosh hija de Barakiel, hermano de Matusalén, otro apócrifo, el Libro de Jaser dice que la esposa de Lamec se llamaba Ashmua. Estos textos amplían el relato del Génesis sobre el nacimiento de Noé, incorporando las dudas del Patriarca sobre la legitimidad de su hijo, quien parece un vástago de los Hijos de Dios, y la respuesta de Matusalén, o bien de Enoc, anunciando el inminente Diluvio. La más antigua versión de este relato aparece en el llamado Apocalipsis de Lamec, obra encontrada entre los manuscritos del Mar Muerto.

## Islam
En el islam, Lamec es uno de los profetas preislámicos y algunos estudiosos (Ibn Ishaq e Ibn Hisham) lo incluyen en la genealogía del Profeta Mahoma.